# Andrea Venier
Andrea Venier (n.  ?) a fost un membru notabil al familiei Venier din secolul al XV-lea.
În 1422 a fost șambelan venețian la Scutari și după un timp a fost numit magistrat șef la Antivari (azi Bar, Muntenegru). În 1441 Venier a devenit Castelan⁠(d) la Scutari în Albania Venețiană și până în iulie 1448, în timpul Războiului Albano-Venețian (1447-1448), a fost Provveditore⁠(d) (supraveghetor) al Albaniei venețiene. El a jucat un rol important în relațiile dintre Skanderbeg și Republica Venețiană.
În august 1457, venețienii au recucerit Dagnum⁠(d) de la familia Dukagjini după lupte aprige și pierderi semnificative. Forțele venețiene conduse de Venier au fost sprijinite ulterior de Skanderbeg. În 1458, împreună cu Francesco Venier și Malchiore Da Imola, Andrea a pregătit planuri pentru întărirea castelului din Scutari (Rozafa). Senatul venețian l-a consultat pe Venier cu privire la politica sa din Albania.